# Emmanuel III. Delly

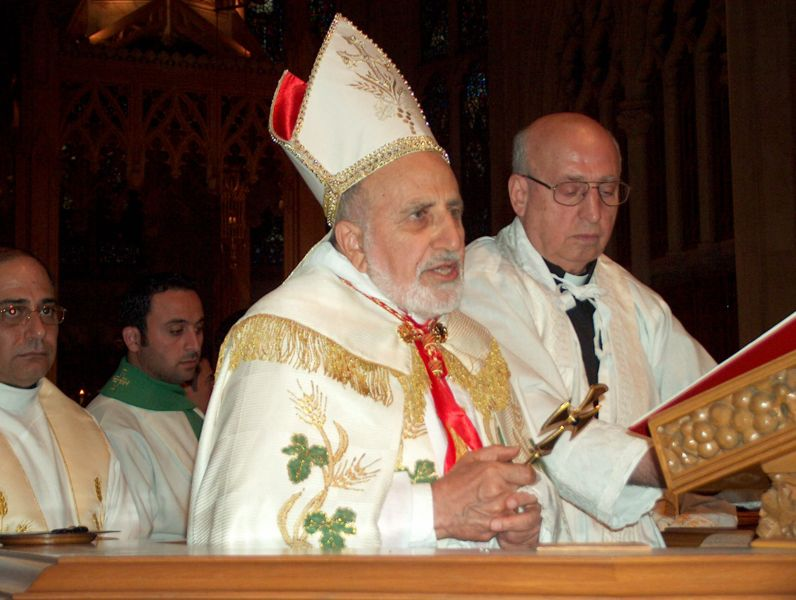
Emmanuel III. Kardinal Delly (2008)

Seine Seligkeit Emmanuel III. Kardinal Delly (* 27. September 1927 in Tel Keppe bei Mosul, Irak; † 8. April 2014 in San Diego, USA) war Patriarch von Babylon der chaldäisch-katholischen Kirche.

## Leben
Karim Geries Mourad Delly wurde nach Studien in Mosul und Rom am 21. Dezember 1952 zum Priester geweiht. Er erwarb das Lizenziat der Philosophie und wurde zum Doktor der Theologie und des kanonischen Rechts promoviert. 1960 kehrte er in den Irak zurück und wurde zum Generalsekretär des damaligen Patriarchen Paulus II. Cheikho ernannt. Im Dezember 1962 wurde er zum Weihbischof und Patriarchalvikar sowie zum Titularerzbischof von Palaeopolis in Asia ernannt. Die Bischofsweihe spendete ihm der Patriarch von Babylon, Paul Cheikho, am 19. April des folgenden Jahres. Mitkonsekratoren waren der Bischof von Amadiyah, Raphael Bidawid, der lateinische Erzbischof von Bagdad, Armand Etienne Blanquet du Chayla, und der syrisch-katholische Erzbischof von Bagdad, Athanase Jean Daniel Bakose.
Er nahm an der zweiten und vierten Sitzungsperiode des Zweiten Vatikanischen Konzils als Konzilsvater teil. Am 6. Mai 1967 wurde er als Titularerzbischof von Kaskar dei Caldie in den Rang eines Erzbischofs erhoben. 1997 wurde er schließlich zum Kurienbischof des Patriarchats von Babylon ernannt. Mit Erreichen der Altersgrenze von 75 Lebensjahren legte er am 24. Oktober 2002 sein Amt nieder.
Die bei der Bestellung eines Nachfolgers für den verstorbenen Patriarchen Raphael I. Bidawid zunächst in Bagdad uneinige und erfolglose Synode der chaldäisch-katholischen Kirche konnte sich schließlich am 3. Dezember 2003 in Rom auf die Person des betagten Delly als Patriarch von Babylon und damit verbunden als chaldäischer Erzbischof von Bagdad einigen. 
Am 24. November 2007 nahm Benedikt XVI. den Patriarchen als Kardinalbischof in das Kardinalskollegium auf. Die Altersgrenze für die Teilnahme an einem Konklave hatte Emmanuel III. zur Kardinalskreierung bereits überschritten. Am 19. Dezember 2012 nahm Benedikt XVI. das von Emmanuel III. Delly aus Altersgründen vorgebrachte Rücktrittsgesuch an. Für die Nachfolge Dellys hatte Papst Benedikt XVI. eine Bischofssynode der chaldäischen Kirche unter Leitung des Präfekten der Kongregation für die orientalischen Kirchen, Leonardo Kardinal Sandri, einberufen. In der Zwischenzeit war der chaldäische Kurienerzbischof Jacques Ishaq als Administrator der chaldäischen Kirche ernannt worden. Nachfolger als Patriarch wurde am 1. Februar 2013 Louis Raphaël I. Sako.
Emmanuel III. Delly, der mit Benedikt XVI. befreundet war, wurde in Detroit bestattet, wo seine engsten Angehörigen leben.

## Werke
- Emmanuel-Karim Delly, La théologie d’Élie bar Sénaya. Étude et traduction de ses Entretiens (Studia Urbaniana 1). Pont. Univ. Urbaniana, Roma 1957.